# Бек, Татьяна Александровна
Татья́на Алекса́ндровна Бек (21 апреля 1949, Москва — 7 февраля 2005, там же) — русский поэт, литературный критик и литературовед. Член Союза писателей СССР (1978), Русского ПЕН-центра, секретарь Союза писателей Москвы (1991—1995).

## Биография
Родилась в семье писателей и соавторов Александра Альфредовича Бека и Наталии Всеволодовны Лойко, с конца 1950-х жила с родителями в доме ЖСК «Московский писатель» по адресу 2-я Аэропортовская, дом 7/15 (позднее ул. Черняховского, дом 4), в пятом подъезде, где прожила до 1981 года (затем они с матерью переехали в соседний ЖСК «Советский писатель». Впервые опубликовалась в 1965 году, в шестнадцать лет.
В 1972 году окончила факультет журналистики Московского государственного университета. В 1971—1973 годах работала библиотекарем во Всесоюзной государственной библиотеке иностранной литературы.
В 1976—1981 и 1993—2005 годах была членом редколлегии и обозревателем журнала «Вопросы литературы». Вела литературную колонку в «Общей газете» и «Независимой газете». К области её литературоведческих интересов относилась современная литература и литература серебряного века. Бек в течение многих лет вела поэтический семинар в Литературном институте имени А. М. Горького.
В 1978 году вступила в Союз писателей СССР, в 1991—1995 годах была членом секретариата Союза писателей Москвы. В 1991 году вступила в Русский ПЕН-центр.
В 1993 году подписала «Письмо 42-х» в поддержку силового разгона съезда народных депутатов и Верховного Совета России.
В 2000—2005 годах вместе с Олегом Чухонцевым была сопредседателем программы «Новые имена в поэзии» фонда Новые имена.

## Смерть
Скончалась, по официальной версии, от обширного инфаркта, однако многие обсуждали вероятность самоубийства из-за травли, «которую развязали против Т. Бек за её высказывания об авторах апологетического письма Туркменбаши с предложением перевести его поэтические „опусы“. Антисобытием года прошедшего она назвала „письмо троих известных русских поэтов к Великому Поэту Туркменбаши с панегириком его творчеству, не столько безумным, сколько непристойно прагматичным“. А уже в нынешнем напомнила: „Негоже ни поэтам, ни мудрецам пред царями лебезить, выгоду вымогаючи: таков добрым молодцам урок“». Авторами письма были поэты Евгений Рейн, Михаил Синельников и Игорь Шкляревский. В продвижении проекта участвовал главный редактор журнала «Знамя», известный литературный критик Сергей Чупринин. По словам Виктории Шохиной, играло роль и чёткое представление о неправильности сделанного российскими литераторами, и то, что у Бек было много знакомых литераторов в Туркмении: зная о происходящем там (культ личности Туркменбаши и др.), она не могла промолчать. После нового года, рассказывает Виктория Шохина, трое из четырёх — Рейн, Чупринин и Синельников — звонили Бек и в разной форме (от брани Рейна до «дружеских» укоров Чупринина) оказывали на неё психологическое давление. Невозможность примирить традиционное представление об этих людях (с Евгением Рейном и Сергеем Чуприниным она была давно и хорошо знакома, работала с ними вместе в Литинституте и т. д.) и их нынешние поступки усугубили ситуацию.
Похоронена на Головинском кладбище.

## Творчество
Первая публикация стихов состоялась в журнале «Юность» в 1965 году. Это были два стихотворения: «Утро вечера мудренее» и «Я из этого шумного дома, / Где весь день голоса не смолкают, /… / Убегу по лыжне незнакомой…». Вторая публикация — стихотворная подборка в журнале «Новый мир» в 1966 году.
В 1974 году вышел первый сборник стихов «Скворешники».
В 1995 году Бек в качестве ответственного редактора вела книжную серию «Самые мои стихи» в издательстве «Слово».
Её стихи переводились на болгарский, грузинский, итальянский, немецкий, польский языки. В числе собственных переводов Татьяны Бек — стихотворения датских поэтов Поля Лакура и Бенни Андерсена (напечатаны в сборнике «Из современной датской поэзии» (М.: Радуга, 1983)).
После 1987 года у Бек, как у многих других поэтов, возникли проблемы с публикациями: советские издательства перестали издавать поэзию, новых издательств ещё не появилось. Три книги, вышедшие в этот период, были изданы небольшими тиражами, но получили живой отклик у любителей поэзии и критиков.
«Стихосложение было и остаётся для меня доморощенным знахарским способом самоврачеванья: я выговаривалась… и лишь таким образом душевно выживала», — писала Татьяна Бек.

## Признание
- 1979 — лауреат премии журнала «Литературное обозрение».
- 1995 — лауреат поэтической премии года журнала «Звезда».
- 1997 — лауреат поэтической премии года журнала «Знамя».
- 2003 — Благодарность Министра культуры Российской Федерации (14 октября 2003 года) — за многолетний плодотворный труд в области отечественной культуры и заслуги в развитии литературы[10].
- Лауреат ежегодной премии Союза журналистов России «Серебряный гонг».
- Лауреат премии «Московский счёт» в номинации «Лучшая поэтическая книга года».

### Прижизненные издания
- Бек Т. А. Скворешники. — Москва: Молодая гвардия, 1974. — 31 с. — 25 000 экз.
- Бек Т. А. Снегирь. — Москва: Советский писатель, 1980. — 88 с., 10 000 экз.
- Бек Т. А., Кузовлева Т. В., Казаков О., Оболенский Ю. Молодые русские поэты / пер. Т. Мебуришвили, Г. Джулухидзе. — Тбилиси: Мерани, 1985. — 98 с.
- Бек Т. А. Замысел. — Москва: Советский писатель, 1987., 128 с., 10 000 экз.
- Бек Т. А. Смешанный лес. — Москва: ИВФ «Антал», 1993.
- Бек Т. А. Пятицветная тайна. — Москва, 1994.
- Бек Т. А. Дерево на крыше. — Москва, 1997.
- Бек Т. А. Облака сквозь деревья. — Москва: Глагол, 1997. — 160 с.
- Бек Т. А. Узор из трещин. Стихи недавних лет. — Москва: ИК «Аналитика», 2002. — 110 с. — ISBN 5-93855-012-2.
- Бек Т. А. До свидания, алфавит: эссе, мемуары, беседы, стихи. — Москва: Б.С.Г.-Пресс (ГУП ИПК Ульян. Дом печати), 2003. — 638 с. — ISBN 5-93381-127-0.
- Бек Т. А. Сага с помарками. — Москва: Время, 2004. — 400 с. — (Поэтическая библиотека). — ISBN 5-94117-098-X.

### Книги
- Бек Т. А. Она и о ней: Стихи, беседы, эссе, воспоминания. — Москва: Б.С.Г.-Пресс (ГУП ИПК Ульян. Дом печати), 2005. — 822 с. — (Поэтическая библиотека). — ISBN 5-93381-183-1.
- Бек Т. А. Избранное. — Москва: Мир энциклопедий Аванта+: Астрель, 2009. — 351 с. — (Поэтическая библиотека). — ISBN 978-5-98986-219-1.

### Серия «Великие поэты»
- Бек Т. А. Смятенная душа. — Москва: Комсомольская правда: НексМедиа, 2013. — 238 с. — (Великие поэты, № 88). — ISBN 978-5-87107-510-4.

### Критические сборники
- Бек Т. А. До свидания, алфавит. Эссе, мемуары, беседы, стихи. — Москва: Б. С. Г.-Пресс, 2003. — 638 с. — 3 000 экз. — ISBN 5-93381-127-0.
- Она и о ней. Стихи, беседы, эссе, воспоминания. — Москва: Б. С. Г.-Пресс, 2005. — 822 с. — ISBN 5-93381-183-1.

### Редактура
- Антология акмеизма. Стихи. Манифесты. Статьи. Заметки. Мемуары / авт. вступ. ст., сост. и авт. примеч. Т. А. Бек. — Москва: Московский рабочий, 1997. — 366 с. — (Библиотека студента). — ISBN 5-239-01673-9.
- Серебряный век. Поэзия / ред.-сост. Т. А. Бек. — Москва: АСТ: Олимп, 1998. — 671 с. — (Школа классики. Книги для ученика и учителя). — ISBN 5-7390-0346-6.
- Серебряный век. Поэзия / ред.-сост. Т. А. Бек. — Москва: АСТ: Олимп, 1999. — 671 с. — (Школа классики. Книги для ученика и учителя). — ISBN 5-7390-0326-1.
- Серебряный век. Поэзия / ред.-сост. Т. А. Бек. — Москва: АСТ: Олимп, 2000. — 671 с. — (Школа классики. Книги для ученика и учителя). — ISBN 5-7390-0346-6.
- Серебряный век. Поэзия / ред.-сост. Т. А. Бек. — Москва: АСТ: Олимп, 2001. — 671 с. — (Школа классики. Книги для ученика и учителя). — ISBN 5-17-007199-X.
- Серебряный век. Поэзия / ред.-сост. Т. А. Бек. — Москва: АСТ: Олимп, 2002. — 671 с. — (Школа классики. Книги для ученика и учителя). — ISBN 5-17-010728-5.